# پودولی ای
پودولی ای (به چکی: Podolí I) یک منطقهٔ مسکونی در جمهوری چک است که در ناحیه پیسک واقع شده‌است. پودولی ای ۸٫۹۶ کیلومتر مربع مساحت و ۳۴۱ نفر جمعیت دارد و ۴۵۴ متر بالاتر از سطح دریا واقع شده‌است.